# Emam Ashour
Emam Ashour (arabe : إمام عاشور), né le 20 février 1998 à El Senbellawein en Égypte, est un footballeur international égyptien qui joue au poste de milieu central à Al Ahly SC.

## Biographie

### En club
Né à El Senbellawein (en) en Égypte, Emam Ashour est formé par le Ghazl El Mahallah. Mais il commence sa carrière au Haras El-Hedood Club, où il est prêté lors de la saison 2018-2019. Il joue son premier match en équipe première le 1er août 2018, à l'occasion d'une rencontre de championnat face au Al Entag Al Harby. Il est titularisé et son équipe s'incline par deux buts à un.
Le 9 août 2019, Emam Ashour rejoint le Zamalek SC. Il signe un contrat de cinq ans avec le club.
Le 9 janvier 2021, Ashour se fait remarquer en réalisant le premier doublé de sa carrière, lors d'une rencontre de championnat face à Tala'ea El Geish. Titulaire, il contribue avec ses deux buts à la victoire de son équipe par trois buts à zéro.
Le 31 janvier 2023, Emam Ashour rejoint le Danemark pour s'engager en faveur du FC Midtjylland. Il signe un contrat courant jusqu'en juin 2027.
Ashour se montre décisif dès sa première apparition pour Midtjylland. Alors qu'il n'a qu'une seule séance d'entraînement à son actif avec ses nouveaux coéquipiers, l'international égyptien entre en jeu à la place d'Emiliano Martínez le 16 février 2023 contre le Sporting CP en Ligue Europa. Il ouvre le score quelques minutes plus tard mais les deux équipes finissent par se neutraliser (1-1 score final),.
Le 16 juillet 2023, Emam Ashour fait son retour en Égypte en s'engageant en faveur de l'Al Ahly SC.
Ashour se fait remarquer le 11 janvier 2025 en réalisant un triplé contre le Stade d'Abidjan lors d'une rencontre de Ligue des champions de la CAF. Titularisé, il permet à son équipe de s'imposer par trois buts à un,.

### En sélection
Emam Ashour honore sa première sélection avec l'équipe nationale d'Égypte le 16 novembre 2021, face au Gabon. Il entre en jeu à la place de Ahmed Yasser Rayyan (en) et les Égyptiens l'emportent par deux buts à un. Il participe à sa première compétition internationale lors de la Coupe d'Afrique des nations 2021. En décembre 2023, il est retenu dans la liste des vingt-sept joueurs égyptiens sélectionnés par Rui Vitória pour disputer la Coupe d'Afrique des nations 2023.

## Palmarès
Zamalek SC
- Championnat d'Égypte (2) :
  - Champion : 2021, 2022
- Coupe d'Égypte (2) :
  - Vainqueur : 2019 et 2021

 Al Ahly SC
- Ligue des champions de la CAF (1) :
  - Vainqueur : 2024
- Championnat d'Égypte (2) :
  - Champion : 2024, 2025

- Meilleur buteur du championnat d'Égypte 2024-2025 avec 13 buts.